# Hrîhorivka, Borîspil
Hrîhorivka (în ucraineană Григорівка) este un sat în comuna Senkivka din raionul Borîspil, regiunea Kiev, Ucraina.

## Demografie
Componența lingvistică a localității Hrîhorivka
     Ucraineană (95,06%)
     Rusă (4,94%)
Conform recensământului din 2001, majoritatea populației localității Hrîhorivka era vorbitoare de ucraineană (95,06%), existând în minoritate și vorbitori de rusă (4,94%).